# Ольгаренко, Геннадий Владимирович
Геннадий Владимирович Ольгаренко (род. 9 июля 1960 года) — российский мелиоратор, член-корреспондент РАН (2019).
Отец — российский учёный, член-корреспондент РАСХН (1997), член-корреспондент РАН (2014) В. И. Ольгаренко (род. 1937).

## Биография
Родился 9 июля 1960 года.
Выпускник Новочеркасского гидромелиоративного института, специальность «инженер-гидротехник».
В 1988 году — защитил кандидатскую, а в 1998 году — докторскую диссертацию.
С 1982 года — работает в Южном научно-исследовательском институте гидротехники и мелиорации (г. Новочеркасск), с 2001 года и по настоящее время — зам. директора ВНИИ «Радуга».
Ведет преподавательскую работу в Балтийском федеральном университете имени И. Канта.
В 2019 году — избран член-корреспондентом РАН.

## Научная деятельность
Специалист в области мелиорации и водного хозяйства.
Автор 386 научных работ, из них 12 монографий и 95 авторских свидетельств и патентов, 15 программ для ЭВМ и баз данных, 4 нормативных документов.
Ведет теоретические и экспериментальные исследования экологически надежных гидромелиоративных систем (ГМС), разработка и реализация водосберегающих, экологически безопасных технологий и режимов орошения, создание новых технических средств орошения для различных агроландшафтов, модернизация существующей техники полива.
В его работах впервые обосновывается концепция управления ГМС как кибернетической системой с комплексным регулированием мощности и направления потоков вещества, энергии и информации; сформулированы положения о стадийном развитии ГСМ на основе законов эволюционного развития техники.
Под его руководством защищены 4 кандидатские диссертации.